# Stor-Uddersjötjärnen
Stor-Uddersjötjärnen är en sjö i Örnsköldsviks kommun i Ångermanland och ingår i Gideälvens huvudavrinningsområde. Sjön har en area på 0,0711 kvadratkilometer och ligger 279 meter över havet. Stor-Uddersjötjärnen ligger i Hemlingsån Natura 2000-område.

## Delavrinningsområde
Stor-Uddersjötjärnen ingår i det delavrinningsområde (707108-162215) som SMHI kallar för Mynnar i Västborgaren. Medelhöjden är 318 meter över havet och ytan är 4,94 kvadratkilometer. Räknas de 3 avrinningsområdena uppströms in blir den ackumulerade arean 19,81 kvadratkilometer. Uddersjöbäcken som avvattnar avrinningsområdet har biflödesordning 3, vilket innebär att vattnet flödar genom totalt 3 vattendrag innan det når havet efter 76 kilometer. Avrinningsområdet består mestadels av skog (72 procent). Avrinningsområdet har 0,12 kvadratkilometer vattenytor vilket ger det en sjöprocent på 2,5 procent.